# Rapstrenner
Ein Rapstrenner (auch Rapsseitenmesser oder Rapstrennmesser) bezeichnet eine in der Landwirtschaft verwendete Vorrichtung am Schneidwerk eines Mähdreschers. Rapstrenner kommen in der Rapsernte zum Einsatz und werden dazu gebraucht, hängende Verästelungen bei der Rapspflanze zu zerschneiden. Auf diese Weise sollen Ernteverluste gemindert werden.

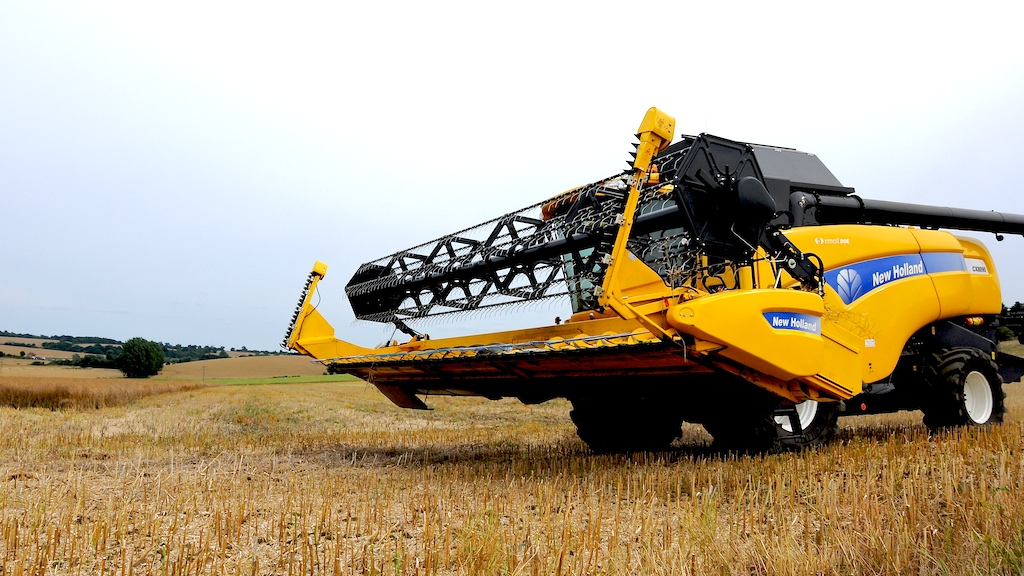
Mähdrescher mit Rapsschneidwerk; Rapstrenner links im Bild

## Anbau und Funktion
Der Rapstrenner wird als Zusatzaggregat rechts-, links- oder beidseitig in vertikaler Ausrichtung an den Seitenwänden des Schneidtisches des Mähdreschers angebracht. Durch diese vertikale Anordnung bleibt noch stehender Raps unberührt. Konkret wird der Rapstrenner beim eigentlichen Druschvorgang verwendet, um ineinandergreifende Äste mithilfe der Messer zu lösen. Dadurch werden Erschütterungen der Rapspflanze beim Mähvorgang und somit der Körnerverlust minimiert.

## Antriebsarten
Rapstrenner werden entweder mechanisch, elektrisch oder hydraulisch über den Mähbalken angetrieben.
Hydraulischer RapstrennerBei einem hydraulischen Rapstrenner erfolgt der Antrieb über die Mähdrescher-Bordhydraulik. Für den Gebrauch eines hydraulischen Rapstrenners müssen zusätzlich Hydraulikschläuche an den Mähdrescher angeschlossen sein, über welche die Hydraulikflüssigkeit zugeführt werden kann.
Elektrischer RapstrennerBei einem elektrischen Rapstrenner erfolgt der Antrieb über einen Elektromotor. Dabei gilt zu beachten, dass die aufgeführte Spannung des Elektromotors mit der des Bordnetzes im Mähdrescher korrespondiert. Bei elektrisch angetriebenen Rapstrennern können die Rapstrennmesser unabhängig vom Schneidwerk abgeschaltet werden.
Mechanischer RapstrennerBei mechanischen Rapstrennern erfolgt der Antrieb über das Getriebe sowie die Gelenkwelle des Mähwerks.